# جاسم صادقی
جاسم صادقی (انگلیسی: Jasem Sadeghi؛ زاده ۳۰ مارس ۱۹۸۶) یک بازیکن فوتبال اهل ایران است.او در یک خانواده کاملاً فوتبالی در روستا دهچشمه دراستان چهارمحال و بختیاری زاده شده است